# زبان تأییدشده
در زبان‌شناسی، زبان تأیید شده، زبان زنده یا مرده‌ای است که مستند شده و شواهد وجود آن‌ها در دوران کنونی وجود دارد. این اسناد می‌توانند گزارش، رونوشت، ادبیات، یا سنگ‌نبشته باشند. در برابر آن، زبان‌های تأیید نشده ممکن است زبان‌های ادعایی باشند که هیچ شواهد مستقیمی بر وجود آن‌ها نباشد، یا زبان‌هایی باشند که همه اسناد آن از دست رفته‌اند، یا نیازبان فرضی باشند که بازسازی زبان‌شناسی آن‌ها پیشنهاد شده‌است.
در یک زبان تأیید شده، به صرفهای مشخصی که استفاده از آنها، به‌طور مستقیم، مشخص است «صَرف‌های تایید شده» می‌گویند. زیرا در ادبیات، سنگ‌نبشته‌ها، یا سخنرانی‌های مستند شده، دیده می‌شوند. در برابر «صَرف‌های تایید شده»، «صَرف‌های تایید نشده» هستند که بازسازی‌هایی هستند که فرض شده بر پایه شواهد غیرمستقیم (مانند الگوهای ریشه‌شناسی واژه‌ها) استفاده می‌شوند. در نوشته‌های زبان‌شناسی، صَرف‌های تأیید نشده، معمولاً با یک ستاره (*) پیش از نام آن‌ها نشان داده می‌شوند.